# Abbey Stadium

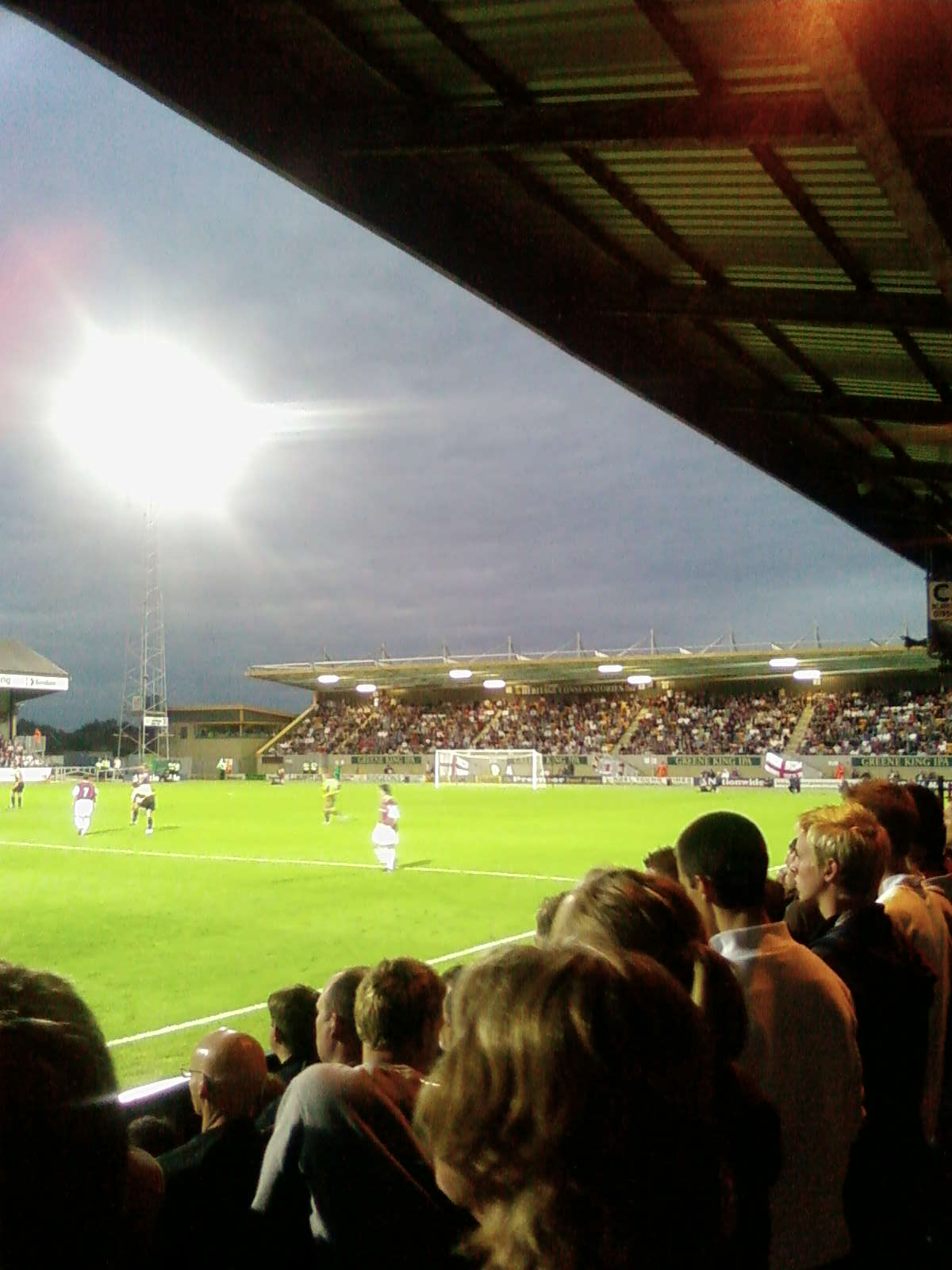
Abbey Stadium.

Abbey Stadium är en fotbollsarena i Cambridge i England. Den är hemmaarena för Cambridge United. Den tar 9 617 åskådare. 
Abbey Stadium byggdes 1923 och invigdes som fotbollsarena 1932. Den första matchen som spelades på arenan var en vänskapsmatch mellan Cambridge United och Cambridge University Press den 31 augusti 1932.